# アナー空港
アナア空港(IATA: AAA, ICAO: NTGA)は、フランス領ポリネシアのトゥアモトゥ諸島の環礁に位置する街、アナアに設置された空港である。長音符号を用いずに、「アナー空港」と表記されることもある。

## 概要
トゥクホラ村の南東2キロに位置し、仏領ポリネシアの中では中規模の空港である。世界市外局番としては823が割り振られている。 最も近い空港はファエット空港であり、同空港からは76.22 km離れている。海抜は3m。滑走路の長さは1500m。 

## 航空会社と就航地
PPT 